# Lallu Lal
Lallu Lal (* 1763; † 1825) war einer der ersten Hindi-Autoren.
Zu Beginn des 19. Jahrhunderts arbeitete er als Lehrer für Hindi unter John B. Gilchrist am Fort William College in Kalkutta. Gilchrist beauftragte Lallu Lal mit dem Verfassen von Prosatexten in einer von persischen und arabischen Lehnwörtern befreiten Form des Hindustani. Lal verfasste zwischen 1804 und 1810 Premsagar (Ozean der Liebe), eines der ersten Prosawerke in Hindi.
Lals Werke dienten als Basis für die Entwicklung des „Shuddh Hindi“, einer sanskritisierten Form des Hindi, die im Zusammenhang der Hindi-Urdu-Kontroverse im späten 19. Jahrhundert zum Vehikel des Hindu-Nationalismus wurde.